# Кук (міфологія)
Кук (також Кеку, Кекет) є одним з абстрактних божеств старого Єгипту. Разом з богинею Каукет створює пару божеств у Релігії Стародавнього Єгипту. Їх пара входить у вісімку пар-творців Гермополіса (лат. Hermopolis Magna).
Кук уособлює темряву і є одним із божеств хаосу.
Зображався як жаба, або з головою жаби.

## Кук та Каукет єгипетськими ієрогліфами
Кук
| k | k | G43 | A40 |

Каукет
| k | k | G43 | t | H8 | B1 |